# Sbor Jednoty bratrské v Novém Městě pod Smrkem – Nevo Dživipen
Sbor Jednoty bratrské v Novém Městě pod Smrkem – Nevo Dživipen je jedním ze sborů Jednoty bratrské. V jeho čele stojí administrátor sboru, jímž je k roku 2023 Štefan Banyák.

## Historie
Ve Frýdlantském výběžku na severu České republiky působily tři sbory Jednoty bratrské, a to ve Frýdlantě, Hejnicích a Novém Městě pod Smrkem. K církvi se ale v této oblasti hlásili také příslušníci romské národnosti. Její vedení se proto v roce 2005 rozhodlo, že se Romům bude více věnovat, a posléze roku 2011 ustavilo v Novém Městě pod Smrkem nový sbor, který nese pojmenování Nevo Dživipen, což v romštině znamená „Nový život“. Slavnostní ustavení sboru proběhlo 15. ledna 2012. Sídlem sboru je stejný objekt jaký využívá zdejší novoměstský sbor Jednoty bratrské, to jest budova někdejšího městského kina ve Švermově ulici v domě číslo popisné 853.